# 張賓 (成化進士)
張賓（1439年—1517年），字廷賓，山東兗州府單縣人，軍籍，明朝政治人物。進士出身。

## 生平
早年出身國子生，成化四年（1468年）戊子科山東鄉試第四十九名。成化十一年（1475年）乙未科會試第六十六名，殿試登進士第三甲第一百三十四名，授睢寧知縣，丁憂歸，復除金坛知縣。二十年十月擢授试監察御史，二十一年十月实授湖廣道御史，弘治三年（1490年）三月升湖广按察司佥事，丁憂，服闋，十二年正月復除山西佥事，十三年九月升浙江副使，十八年二月升江西按察使，正德二年（1507年）正月升南京光祿寺卿，三年六月以年七十致仕。正德十二年去世。

## 家族
曾祖父張宗道。祖父張肅。父亲張拱。